# Seuchenkommission
Die Seuchenkommission ist ein nach § 21 des österreichischen Tierseuchengesetzes bei einem Ausbruch einer Tierseuche einzurichtendes Gremium, das der Aufklärung und Bekämpfung dieses Ausbruchs dient.
Neben dem Amtstierarzt als Leiter gehört zur Seuchenkommission im Regelfall der Gemeindevorsteher oder eine von ihm benannte Person, die mit den örtlichen Gegebenheiten vertraut ist. Der Gemeindeausschuss kann darüber hinaus zwei fachlich geeignete Vertrauensmänner in die Kommission abordnen. Werden von der Gemeinde keine den Amtstierarzt unterstützenden Personen benannt, besetzt die Bezirksverwaltungsbehörde die Kommission. 